# Shermula

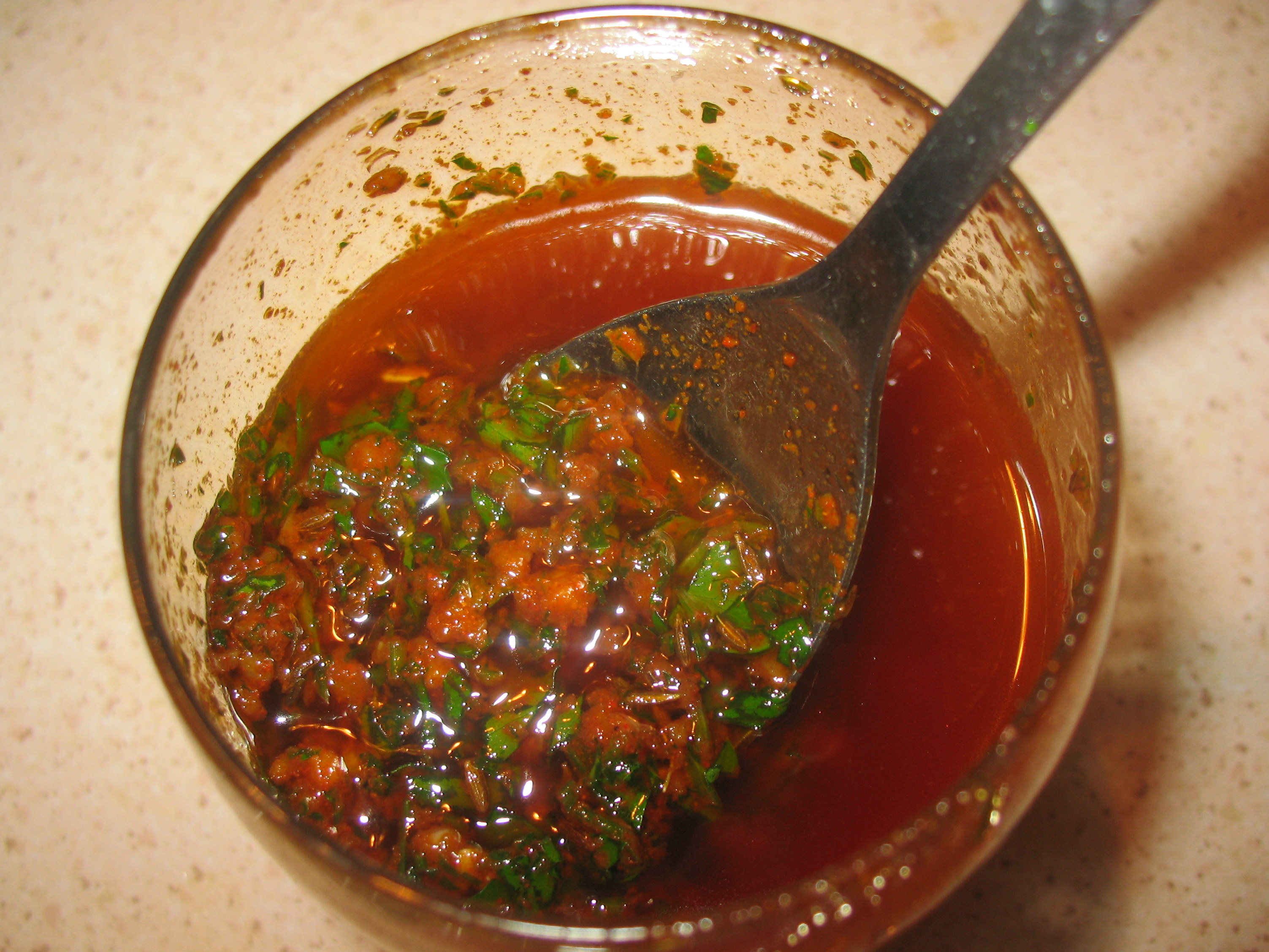
Shermula roja. La salsa shermula puede ser roja, amarilla o verde, dependiendo de sus ingredientes y la proporción de éstos

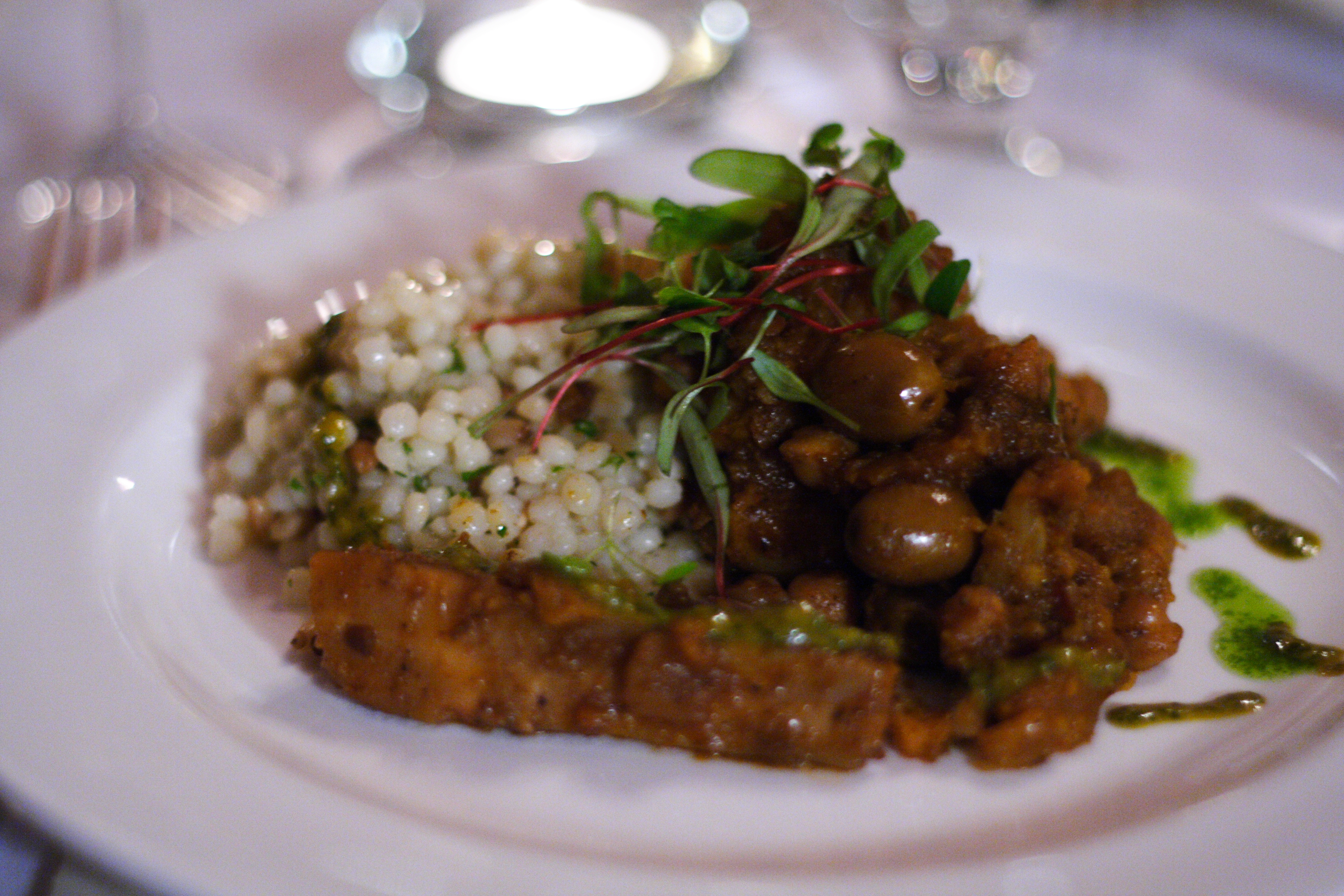
Un tayín de verduras y cuscús con shermula

La chermula, más correctamente shermula (en árabe, شرمولة shermūla; en bereber tacermult ou tacermilt; en francés, charmoula o chermoula), es una salsa típica de algunas cocinas del Magbreb a base de cilantro, jugo de limón, aceite de oliva, ajo y especias, empleada principalmente para marinar pescados o mariscos, aunque en menor medida existen casos de empleo en platos con carne y verduras. Tanto en Argelia, Marruecos como en Túnez, se considera una preparación básica de toda cocina. También es una preparación típica de la cocina sefardí, esto es, de los judíos magrebíes, quienes suelen cambiar el jugo de limón por vinagre.

## Ingredientes
La salsa shermula se prepara con diversas hierbas aromáticas (cilantro, cebollas, etc), aceite de oliva (caben otras variedades de aceite vegetal), ajo, comino, zumo de limón, azafrán y una pizca de sal.
La shermula puede contener cierto grado de pungencia dependiendo de la receta, puesto que algunas incluyen guindillas (esto es, chiles o ajíes).
Existen numerosas recetas que dependen del cocinero/a y de la zona y país en el que se elabore, fundamentalmente varían los ingredientes y la proporción pero el ingrediente común en todos los casos es el ajo y el cilantro.

## Preparación
La manera clásica de preparar la shermula es majando el ajo y el resto de ingredientes en un mortero.